# Kennoway
Kennoway är en ort i Storbritannien.   Den ligger i kommunen Fife och riksdelen Skottland, i den centrala delen av landet, 600 km norr om huvudstaden London. Kennoway ligger 75 meter över havet och antalet invånare är 4 596.
Terrängen runt Kennoway är platt åt sydväst, men åt nordost är den kuperad. Havet är nära Kennoway åt sydost.  Närmaste större samhälle är Buckhaven, 4,5 km söder om Kennoway. 